# Бальдеріх (герцог Фріульський)
Бальдеріх, останній герцог Фріульський (819—827). У 815 був імперським легатом до Зеландії з місією відновити на престолі короля Данії Гарольда.
Як правитель Фріулі продовжував політику попередника Кадала щодо боротьби з хорватським князем Людевітом. Досягнув успіху та вигнав Людевіта за межі імперії франків. Воював з аварами.
У 826 доставив гідравлічний орган з Венеції до Аахена. У 827 Бальдеріх був несподівано зміщений з престолу, а герцогство поділено на 4 графства, які пізніше об'єднано в Фріульське маркграфство.